# Ligier Novà
La Novà è una microvettura prodotta dalla casa automobilistica francese Ligier tra il 1999 e il 2004.

## Caratteristiche tecniche
La Novà fu una novità nell'anno della sua uscita, grazie ad un telaio montato meccanicamente con giunti brevettati in pressofusione. Il telaio con la sua costruzione modulare con parti del pianale pressofuse e la struttura in tubi di lega leggera era rigido e solido, e ciò garantiva la migliore tenuta di strada Sfruttando la lega  leggera si  ottenevano riduzioni del peso, aumentando allo stesso modo la rigidità e la sicurezza della struttura.
La batteria e il serbatoio da 17 litri erano sistemati in posizione centrale per garantire una buona distribuzione dei pesi e per aumentare l'abitabilità. Il serbatoio era posizionato centralmente anche per una questione di sicurezza in caso di incidente stradale.
Al lancio la Novà era equipaggiata con un motore bicilindrico diesel Lombardini di 505 cm³ con potenza massima di 4 kW. Successivamente è stata aggiunta la motorizzazione a benzina, sempre bicilindrica di 650 cm³ con potenza massima di 15 kW.

## Carrozzeria
La carrozzeria è in materiale plastico che attutisce gli urti senza deformarsi,
dotato di elementi di protezione interni ed esterni. La protezione laterale delle porte è garantita da rinforzi strutturali. Anche i paraurti sono rinforzati e sono riempiti da polistirolo, posizionato tra il telaio e il paraurti per assorbire meglio gli urti.

## Design
Le linee della Novà riprendevano molto quelle della sua antenata, la Ligier Ambra, anche se erano più moderne e tondeggianti. Il frontale si presentava completamente rinnovato con un paraurti del colore della carrozzeria con fascia paracolpi e presa d'aria di colore nero e un diverso cofano motore. Sulla fiancata il taglio dei finestrini era invariato, fatta eccezione per quello laterale posteriore che terminava nella linea di cintura con un taglio più deciso, sempre nella fiancata comparivano due lievi nervature: una sopra il parafango anteriore e l'altra su quello posteriore che poi si raccordava con le luci posteriori. La parte posteriore presentava nuovi proiettori circolari, due sul lato destro e due sul lato sinistro, alloggiati in un supporto di colore nero e un nuovo paraurti con fascia nera paracolpi. 
All'interno una nuova plancia che riprendeva la strumentazione dell'Ambra, di colore grigio come i pannelli porta, realizzata in un unico stampo.

## Equipaggiamenti e versioni
Nella sua carriera la Novà ha avuto sostanzialmente due equipaggiamenti: la Base e la Pack.
La Base era la versione semplificata senza vetri elettrici, cerchi in lega di 13”, tetto apribile e altri optional che si trovavano invece nell'allestimento Pack.
Dopo il leggero aggiornamento estetico, le due versioni cambiarono nome rispettivamente in City e Zenith. Successivamente venne aggiunto l'allestimento Fiora che si collocava tra le due versioni.

## Aggiornamenti
Durante la sua carriera la Novà è stata sottoposta a lievi aggiornamenti estetici che riguardavano l'adozione di fasce paracolpi anteriori, posteriori e laterali e mascherina anteriore in colore grigio al posto di quello nero, di colore grigio anche il supporto dei fari posteriori. All'interno invece la plancia e i pannelli porta sono cambiati da color grigio in color crema.